# 布雷特·惠特利

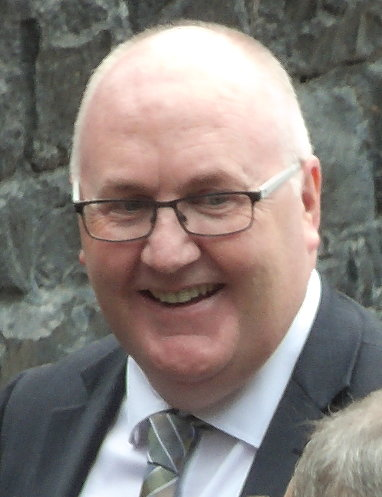

布雷特·惠特利（Brett Whiteley，1960年7月1日—）是一位澳洲政治人物，他的黨籍是澳洲自由黨。自2013年開始，他是布萊登選區選出的澳大利亞眾議院的議員。2015年開始，他擔任自由黨在眾議院的黨鞭。2016年退出政壇。